# 钙霞石
鈣霞石（英語：Cancrinite）是含鈉、鈣和鋁的複合碳酸鹽和矽酸鹽。分子式為 Na6Ca2(CO3)2Al6Si6O24•2H2ONa6Ca2(CO3)2Al6Si6O24•2H2O 。鈣霞石為一種似長石礦物；含低量二氧化矽的鹼性長石。 顔色为黃色、橙色、粉紅色、白色、藍色等。具有玻璃光澤或珍珠光澤。硬度5-6。斷口為不均勻貝殼狀。因含碳酸根離子遇鹽酸起泡。
鈣霞石最初於1839年在烏拉爾山脈被發現，以俄羅斯財政部長格奧爾格•馮•坎克林 (Georg von Cancrin) 的名字命名。